# Station Marchezais - Broué
Station Marchezais - Broué is een spoorweghalte aan de spoorlijn Saint-Cyr - Surdon. Het ligt in de Franse gemeente Broué, vlak bij Marchezais in het departement Eure-et-Loir (Centre-Val de Loire).

## Geschiedenis
Het station werd op 15 juni 1864 geopend door de Compagnie des chemins de fer de l'Ouest bij de opening van de sectie Saint-Cyr - Dreux. Sinds zijn oprichting is het station eigendom van de Société nationale des chemins de fer français (SNCF).

## Ligging
Het station ligt op kilometerpunt 69,388 van de spoorlijn Saint-Cyr - Surdon.

## Diensten
Het station wordt aangedaan door treinen van Transilien lijn N tussen Paris-Montparnasse en Dreux. Bepaalde treinen zijn sneltrein, en doen dit station niet aan.

## Vorig en volgend station
| Richting | Vorig station | Lijn    | Volgend station | Richting           |
| -------- | ------------- | ------- | --------------- | ------------------ |
| Dreux    | Dreux         | Trans N | Houdan          | Paris-Montparnasse |